# Vlag van Nauru

Vlag van Nauru (ratio 1:2)

De vlag van Nauru (Naoero) bestaat uit twee even grote blauwe vlakken gescheiden door een gele horizontale lijn. In het onderste blauwe vlak is er een witte twaalf puntige ster die de gele lijn net raakt. De vlag werd op 31 januari 1968 officieel aangenomen.
De vlag stelt de geografische locatie van Nauru voor: de blauwe vlakken stellen de Grote Oceaan voor en de gele lijn de evenaar. De ster ligt in het onderste blauwe vlak, omdat Nauru ten zuiden van de evenaar ligt. De witte kleur van de ster stelt fosfaat voor, waarmee Nauru rijk is geworden. De twaalf punten van de ster stellen de twaalf oorspronkelijke stammen van Nauru voor.

## Historische vlaggen
Tot 4 augustus 1914 maakte Nauru deel uit van Duits-Nieuw-Guinea. Op die dag viel Australië de eilanden binnen. Na de Eerste Wereldoorlog viel Nauru onder een mandaat met Australië en het Verenigd Koninkrijk. Tijdens de Tweede Wereldoorlog werd Nauru bezet door Japan. Vanaf 1945 tot aan de onafhankelijkheid maakte het deel uit van een trustschap met het Verenigd Koninkrijk en Australië.

Vlag van Nauru onder het Duitse Keizerrijk (21 oktober 1887 - 4 augustus 1914)
Vlag van Nauru onder het mandaat met het Verenigd Koninkrijk en Australië (1914-1948).
Vlag van Nauru (juni 1921 - 26 augustus 1942)
Vlag van Nauru onder het Japanse Keizerrijk (26 augustus 1942 - 13 september 1945)
Vlag van Nauru onder het trustschap met Australië en het Verenigd Koninkrijk (1945-1968).